# Kikuno Taiki
Taiki Kikuno (sinh ngày 7 tháng 7 năm 1992) là một cầu thủ bóng đá người Nhật Bản.

## Sự nghiệp câu lạc bộ
Taiki Kikuno đã từng chơi cho FC Ryukyu.